# أوسامو أوميياما
أوسامو أوميياما (باليابانية: 梅山 修) (مواليد 16 أغسطس 1973)، هو لاعب كرة قدم ياباني سابق كان يلعب كمدافع.

## وصلات خارجية
- أوسامو أوميياما على موقع رابطة كرة القدم اليابانية للمحترفين (اليابانية)
- أوسامو أوميياما على موقع قاعدة بيانات كرة القدم.إي يو (الإنجليزية)
- أوسامو أوميياما على موقع عالم كرة القدم.نت (الإنجليزية)